# Pinkeveer

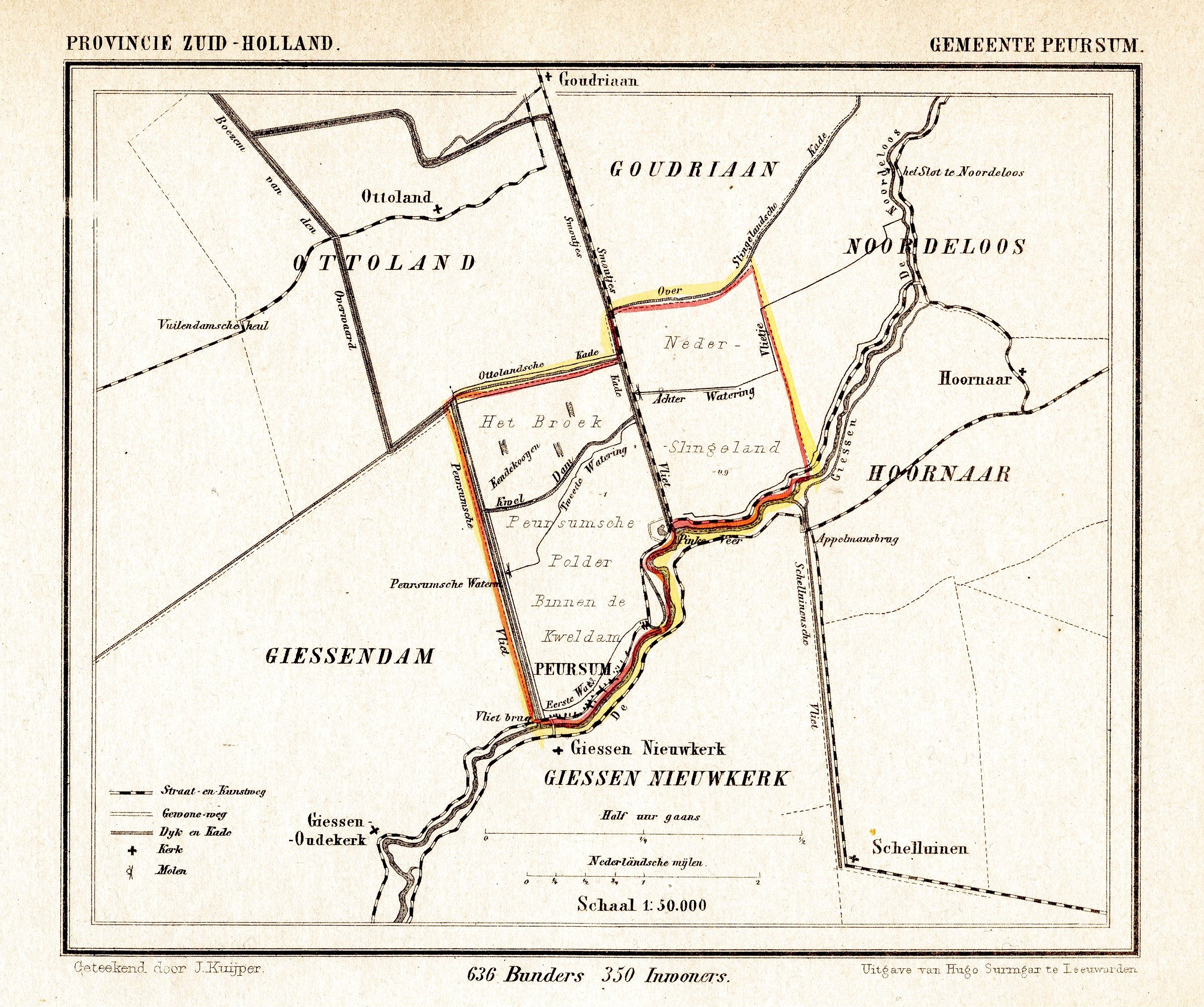
Kaart van de voormalige gemeente Peursum uit ca. 1865-1870, waartoe Nederslingeland toen behoorde. Langs de rivier Giessen is het Pinkeveer aangegeven.

Het Pinkeveer was een tolveerdienst over de rivier Giessen, tussen Giessen-Nieuwkerk en Neder-Slingeland.
In de 16e en 17e eeuw maakte het Pinkeveer het mogelijk om vanuit Gorkum met de postkoets naar Schoonhoven en Gouda te reizen. In 1883 werd de veerdienst vervangen door een houten tolbrug.
In 1910 is het oude veerhuis afgebrand. In 1912 is er een nieuw veerhuis gebouwd. In de loop van de 20e eeuw heeft de tolbrug zijn functie verloren door ontsluiting van het gebied door provinciale wegen.
Heden wordt de brug gebruikt door fietsers en wandelaars. De toegang tot de brug is versmald zodat deze niet meer te gebruiken is door auto’s en ander snelverkeer.